# H3 (Schiff)
Die H3 ist eine der 100 größten Megayachten der Welt. Der Rumpf der ehemaligen Indian Empress wurde bis zum Frühjahr 2023 auf 105 Meter verlängert und erhielt vollkommen neue Aufbauten. Mit Stand Mai 2023 absolviert das Schiff Probefahrten.

## Geschichte
Die Yacht wurde im Jahr 2000 von Oceanco in Alblasserdam unter dem Namen Trick One gebaut im selben Jahr für die königliche Familie Katars und als Al Mirqab in Dienst gestellt.
Im Jahr 2006 erfolgte der Verkauf an den indischen Unternehmer und Politiker Vijay Mallya und die Umbenennung in Indian Empress (deutsch Indische Kaiserin). Das Schiff wurde nach dem Kauf auf der Isle of Man registriert und für die Gesellschaft Indian Empress Ltd. eingetragen. 2008 wurde die Indian Empress von der Melita Marine Group auf Malta umfassend überholt und der Innenausbau neu gestaltet. Als Teamchef von Force India nutzte Vijay Mallya seine Yacht für Empfänge beim Großen Preis von Monaco und ehemaligem Großen Preis der Türkei. Im Mai 2018 wurde die Yacht auf Grund unbezahlter Gebühren und Gehälter versteigert.
Nach der Versteigerung wurde das Schiff im September 2018 auf die Gesellschaft Sea Beauty Yachting Ltd. übertragen und als Neom in Malta registriert. Im August 2019 wurde das Schiff erneut auf die Cayman Islands umgeflaggt und damals unter dem Namen H auf die Gesellschaft Freedom 105 Ltd. eingetragen.

## Technische Beschreibung derIndian Empress
Der Schiffsrumpf ist aus Stahl, der Decksaufbau aus Aluminium und der Oberdecksbelag aus Teakholz gefertigt. Angetrieben wurde die Yacht von drei MTU-Schiffsdieselmotoren des Typs 20V 1163 TB93, von denen jeder mit 7400 kW auf einen Propeller wirkte. Die Yacht erreichte eine Geschwindigkeit von 25,5 kn. Bei einer Reisegeschwindigkeit von 18 kn betrug die Reichweite 6700 Seemeilen.

## Ausstattung derIndian Empress
Das Design der Innenausstattung reflektierte die indische Herkunft des Eigners, dessen Suite ein eigenes Deck einnahm. Für die Gäste standen auf der Indian Empress  16 Kabinen zur Verfügung. Sie unterteilten sich in elf Doppelkabinen, drei Suiten und zwei Master staterooms.
Die Indian Empress hatte einen Hubschrauberlandeplatz und über eine Verladerampe konnten zwei Kraftfahrzeuge in einer geräumigen Garage mitgeführt werden. Für die Freizeitgestaltung standen ein umfangreicher Wassersportfuhrpark sowie komplette Tauch- und Angelausrüstungen zur Verfügung.